# Cork FC
El Cork Football Club fou un club de futbol irlandès de la ciutat de Cork.

## Història
El club va néixer com Ford F.C. l'any 1921, fundat per treballadors de l'empresa Ford Motor Company. El 1922 adoptà el nom Fordsons F.C.. L'any 1930 finalitzà l'associació amb Ford i el club adoptà el nom Cork F.C. El 1938 va desaparèixer i el seu lloc l'ocupà el Cork City.
Fou membre de la Lliga d'Irlanda entre 1924-25 i 1937-38. Els seus majors èxits foren dues copes irlandeses assolides les temporades 1925-26 i 1933-34.

### Fordsons F.C
| Temporada | Posició |
| --------- | ------- |
| 1924-25   | 4t      |
| 1925-26   | 3r      |
| 1926-27   | 4t      |
| 1927-28   | 4t      |
| 1928-29   | 7è      |
| 1929-30   | 4t      |

### Cork F.C
| Temporada | Posició |
| --------- | ------- |
| 1930-31   | 4t      |
| 1931-32   | 2n      |
| 1932-33   | 4t      |
| 1933-34   | 2n      |
| 1934-35   | 10è     |
| 1935-36   | 3r      |
| 1936-37   | 11è     |
| 1937-38   | 11è     |

## Palmarès

### Fordsons
- Copa irlandesa de futbol: 
  - 1925-26
- Copa Senior de Munster: 
  - 1922-23, 1923-24, 1925-26, 1928-29, 1929-30
- Lliga Senior de Munster: 
  - 1923-24, 1928-29, 1929-30

### Cork
- Copa irlandesa de futbol: 
  - 1933-34
- Copa Senior de Munster: 
  - 1933-34, 1936-37
- Lliga Senior de Munster: 
  - 1931-32